# Something Rotten in Havana
Something Rotten in Havana è un cortometraggio muto del 1913. Il nome del regista non viene riportato nei credit.

## Produzione
Il film fu prodotto dalla Essanay Film Manufacturing Company.

## Distribuzione
Distribuito dalla General Film Company, il film - un cortometraggio in split reel della lunghezza di 150 metri - uscì nelle sale cinematografiche USA il 15 luglio 1913. Nelle proiezioni, veniva programmato con il sistema dello split reel, accorpato in un'unica bobina con un altro cortometraggio della Essanay, la commedia When Ignorance Is Bliss.